# 慶州駅
慶州駅（キョンジュえき）は、大韓民国慶尚北道慶州市乾川邑花川里にある韓国鉄道公社（KORAIL）京釜高速線の駅である。2010年10月28日に完成し、11月1日から本格的な営業を開始した。
2021年12月28日に東海線の新線切り替えにより当駅を経由すると共に旧・慶州駅の代替を果たすようになった。

## 駅構造
地下1階、地上2階建ての高架駅。プラットホームは相対式2面6線を有する。

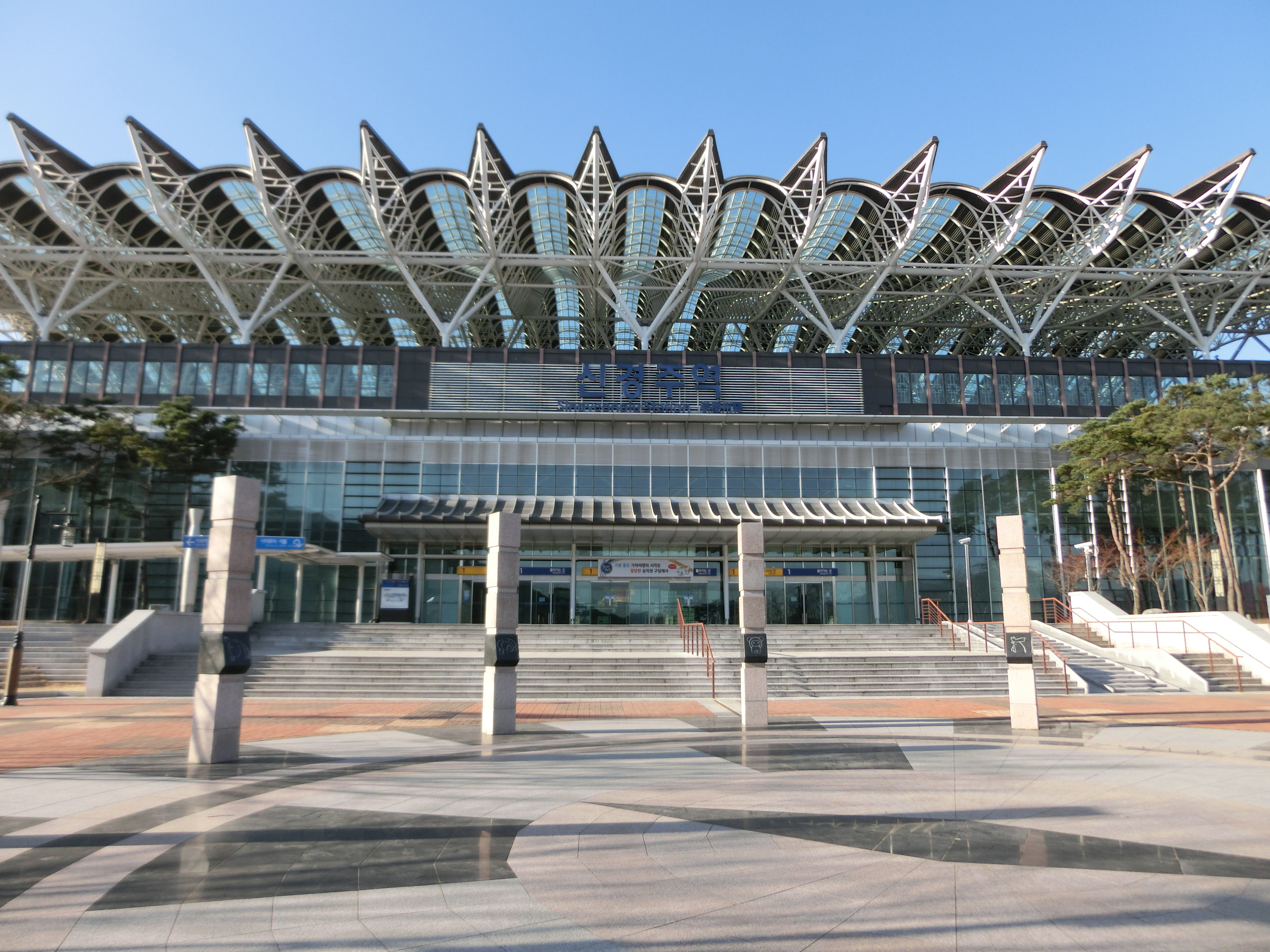
駅名改称前の駅舎(2016年2月)
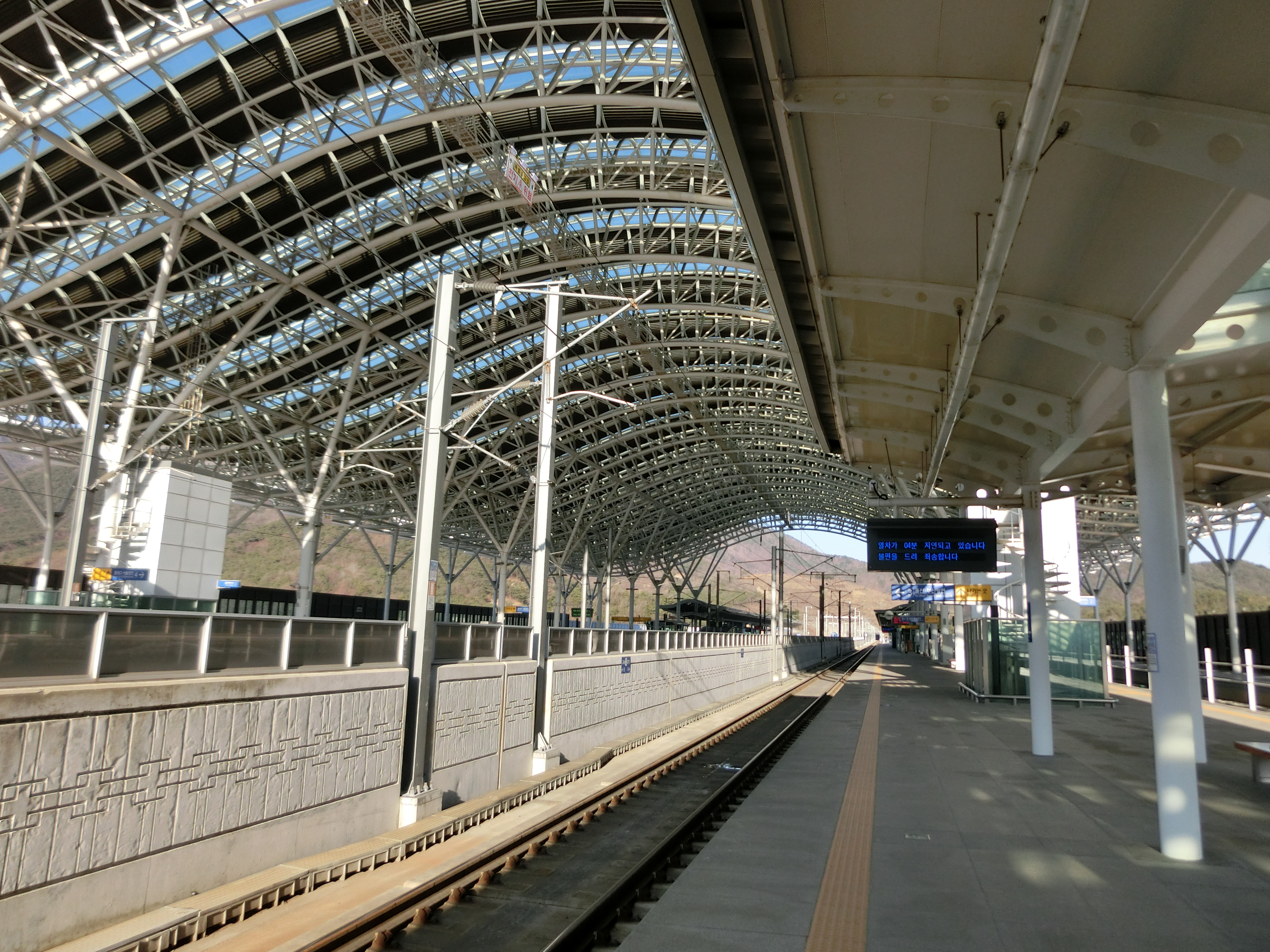
KTX ホーム

### のりば
| 1 | 東海線         |           | 太和江・新海雲台・釜田方面           |
| 2 | 東海線         |           | 太和江・新海雲台・釜田方面           |
| 3 | 京釜高速線     | KTX・SRT  | 蔚山・釜山方面                       |
|   | 京釜高速線     | 通過線2線 |                                      |
| 4 | 京釜高速線     | KTX・SRT  | 東大邱・大田・ソウル・水西方面       |
| 5 | 中央線・東海線 |           | 東大邱・浦項・江陵・栄州・清凉里方面 |
| 6 | 中央線・東海線 |           | 東大邱・浦項・江陵・栄州・清凉里方面 |

## 利用状況
一日あたり、月-木曜日には37本、金曜日には44本、土日には47本の列車が停車する。
| 年度   | 年度 | 年度 | 利用人員 | 利用人員 |
| 年度   | 年度 | 年度 | KTX      |          |
| ------ | ---- | ---- | -------- | -------- |
| 2010年 | 下り | 乗車 | 14,707   |          |
| 2010年 | 下り | 降車 | 142,426  |          |
| 2010年 | 上り | 乗車 | 141,700  |          |
| 2010年 | 上り | 降車 | 15,144   |          |
| 2011年 | 下り | 乗車 | 98,013   |          |
| 2011年 | 下り | 降車 | 959,978  |          |
| 2011年 | 上り | 乗車 | 955,207  |          |
| 2011年 | 上り | 降車 | 98,675   |          |
| 2012年 | 下り | 乗車 | 105,701  |          |
| 2012年 | 下り | 降車 | 966,811  |          |
| 2012年 | 上り | 乗車 | 965,441  |          |
| 2012年 | 上り | 降車 | 107,470  |          |

## 駅周辺
- 断岩山
- 碧桃山

## バス路線
市内バス
- 50番 : 慶州駅 → 慶州大学校 → 忠孝 → 慶州市内 → 龍江 → 皇城 → 金丈 → 東国大学校 → 城乾洞 → 慶州市内 → 市外バスターミナル → 新慶州駅
- 51番 : 慶州駅 → 慶州大学校 → 慶州市内 → 城乾洞 → 東国大学校 → 金丈 → 皇城 → 龍江 → 慶州市内 → 忠孝 → 慶州大学校 → 新慶州駅
- 60番 : 慶州駅 → 光明 → 市外ターミナル → 慶州市内 → 東川・龍江洞 → 龍江住公 → 龍江公団 → 皇城ジュゴアパート → 慶州市内 → 光明 → 新慶州駅
- 61番 : 慶州駅 → 光明 → 慶州市内 → 皇城ジュゴアパート → 龍江公団 → ヒョンジンエボビル → 龍江住公 → 龍江・東川洞 → 慶州市内 → 光明 → 新慶州駅
- 70番 : 慶州駅 → 慶州大学校 → 瞻星台 → 天馬塚（朝鮮語版） → 慶州市内 → 東川洞 → 市庁 → 慶州市内 → 慶州大学校 → 新慶州駅
- 203番 : 慶州駅 → 市外ターミナル → 慶州市内 → 皇城公園 → 龍江洞 → 江東 → 良洞村 → 安康 → 玉山
- 700番 : 慶州駅 → 慶州大学校 → 徐羅伐大学校（朝鮮語版） → 市外バスターミナル → 旧・慶州駅 → 北軍洞 → ハンファコンド → 普門団地の各ホテル → ヒルトンホテル → 慶州ワールド → エキスポ公園 → 民族工芸村 → 仏国寺

市外バス
- 亜星高速（朝鮮語版） : 慶州駅 - 浦項（朝鮮語版）
- 金亜旅行（朝鮮語版） : 慶州駅 - 乾川 - 阿火 - 林浦 - 永川

## 歴史
1990年6月、京釜高速鉄道計画により東大邱駅 - 慶州駅 - 釜山駅区間が確定し、候補地として永川、浦項、慶州、蔚山などが挙げられた。その中で慶州は「韓国を代表する歴史的な町」、「韓国の代表的観光都市」としての競争の重要性が明らかになり、近隣の迎日郡（現在の浦項市）や慶尚南道蔚州郡農所面（現在の蔚山広域市北区）には空港があるのに対し空港がなく、また観光都市へのアクセスをより便利にすべきという点が重要視され、路線経由が確定することになった。以来、東南圏を代表する駅を慶州駅とする方針であったが、盧武鉉政権時代、蔚山市は広域市との理由で京釜高速鉄道蔚山駅の実現を強く主張し、建設交通部は2004年にこれを受け入れて建設計画を変更し、新規に五松駅、金泉亀尾駅、蔚山駅を追加した。
- 1990年6月-1996年の間に京釜高速鉄道大邱 - 慶州 - 釜山のバイパス路線計画が確定。
- 2010年
  - 10月28日 - 駅舎竣工。
  - 11月1日 - 高速鉄道の2段階区間開通につき新慶州駅として営業開始。
- 2012年12月 - 配置簡易駅に降格。
- 2021年12月28日 - 東海線路線移設により旧・慶州駅廃止、当駅に機能移転。
- 2023年2月6日 - 慶州駅に駅名変更[8]。

## 隣の駅
韓国鉄道公社
京釜高速線
KTX
東大邱駅 - 慶州駅 - 蔚山駅
東海線
北蔚山駅 - （外東信号場） - 慶州駅 - （牟梁駅） - 西慶州駅